# Lista de personagens de Passione

Cinco membros da família Mattoli: Agostina, Alfredo, Agnello, Adamo e, abaixo e à frente, Dino

Esta é uma lista de personagens da telenovela brasileira Passione, de autoria de Sílvio de Abreu e exibida pela Rede Globo como "novela das oito" em 2010.
Protagonizada por Tony Ramos e Fernanda Montenegro. Aracy Balabanian Carolina Dieckmann, Rodrigo Lombardi, Marcelo Antony, Cauã Reymond, Irene Ravache, Francisco Cuoco, Daniel de Oliveira, Maitê Proença, Vera Holtz, Bruno Gagliasso, Gabriela Duarte e Leandra Leal são os co-protagonistas. Já Werner Schünemann, Mayana Moura e Daisy Lúcidi são os co-antagonistas. Mariana Ximenes e Reynaldo Gianecchini são os antagonistas centrais.

## Personagens

### Núcleo italiano

#### Família Mattoli
- Aracy Balabanian interpreta Gemma Mattoli.[1]
- Tony Ramos interpreta António "Totó" Mattoli.
- Germano Pereira interpreta Adamo Mattoli.
- Daniel de Oliveira interpreta Agnello Mattoli.
- Leandra Leal intepreta Agostina Mattoli.
- Miguel Roncato interpreta Alfredo Mattoli.
- Edoardo Dell'Aversana interpreta Dino Mattoli.

#### Outros personagens
- Marcelo Médici interpreta Mimi Mellato.[1]
- Emiliano Queiroz interpreta "Nonno" Benedetto Mellato.[1]
- Marcella Valente interpreta Francesca.

### Metalúrgica Gouveia

#### Família Gouveia
- Mauro Mendonça interpreta Eugênio Gouveia, patriarca da família Gouveia;[2]

- Fernanda Montenegro interpreta Elizabete "Bete" Gouveia, a matriarca da família Gouveia;[3]
- Werner Schünemann intepreta Saulo Gouveia, o filho primogênito de Eugênio e Bete;[4]
  - Maitê Proença interpreta Stela Gouveia, a esposa de Saulo;[5]
    - Cauã Reymond intepreta Danilo Gouveia;[6]
    - Kayky Brito intepreta Synval Gouveia;[6]
    - Tammy di Calafiori interpreta Lorena Gouveia;[7]
- Marcello Antony intepreta Gerson Gouveia, o filho do meio de Eugênio e Bete;[6]
- Mayana Moura intepreta Melina Gouveia, a filha caçula de Eugênio e Bete;[8]
- Cleyde Yáconis interpreta Brígida Gouveia;
- Leonardo Villar interpreta "Antero Gouveia" - na verdade, Giovanni Melatto.

#### Funcionários
- Rodrigo Lombardi intepreta Mauro Santarém.[6]
- Elias Gleizer interpreta Diógenes Santarém, pai de Mauro[9]
- Carolina Dieckmmann interpreta Diana Rodrigues,[10] uma jornalista e antiga rival de Clara. Logo nos primeiros capítulos, Diana conheceu Gerson, quem pensava ser seu par perfeito, mas logo descobriu que amava a Mauro. Essa descoberta, somada ao fato de que Clara residia na Mansão dos Gouveia, resultou em uma série de crises no seu casamento. Os evidentes problemas psicológicos de Gerson proporcionaram a separação do casal.
- Adriana Prado interpreta Laura Peixoto;
- Júlio Andrade interpreta Arthur "Arthurzinho" Melo;
- Débora Duboc interpreta Olga Junqueira;[11]
- Kate Lyra interpreta Myrna;[12]
- Rodrigo dos Santos interpreta Dagoberto Noronha.[13]

#### Outros personagens
- Anna Cristina Campagnoli interpreta secretária do Patrocinador de Gerson Gouveia;
- Giulio Lopes interpreta Dr. Roberto Cavarzere, advogado da família Gouveia;
- Gabriel Wainer interpreta Chulepa;[6]
- Gabriela Carneiro da Cunha interpreta Cristina 'Cris';
- Shimon Nahmias interpreta Delegado;
- Júlia Faria interpreta Mônica;
- Fernando Roncato interpreta Thiaguinho.

### NúcleoCEAGESP

#### Família Lobato
- Vera Holtz interpreta Maria Candelária "Candê" Lobato[14]
  - Reynaldo Gianecchini interpreta Fred,[10] um dos principais antagonistas. Vigarista e ambicioso, Fred pretende derrubar o império financeiro da Família Gouveia motivado pelo suicídio de seu pai, um ex-empregado da empresa que provavelmente foi humilhado por Eugênio.
  - Larissa Maciel interpreta Felícia Lobato, irmã de Fred e filha de Candê, Felícia engravidou de Fátima com apenas 14 anos e por ser muito nova na época, Candê acaba assumindo a maternidade da garota, mas ao longo do tempo, Fátima descobre que é filha de Felícia com Gerson.[14]
  - Bianca Bin interpreta Fátima Lobato Gouveia[14]
  - André Luiz Frambach interpreta Cridinho
  - Pedro Lobo interpreta Amendoim[15]

#### Família Miranda
- Daisy Lucidi interpreta Valentina, avó que criou Clara e Kelly, uma mulher amigável e dona de uma pensão, o que ninguém suspeita é que se trata de uma mulher ambiciosa e maquiavélica, sendo a principal co-antagonista da trama.
  - Mariana Ximenes interpreta Clara,[10] a técnica em enfermagem responsável pelo marido de Bete, Eugênio, quando este adoece. Estava presente no leito de morte de Eugênio e após testemunhar sua revelação torna-se a principal antagonista, ao lado do parceiro Fred. Clara vai para a Itália, ao lado de Fred, com o intuito de enganar Totó, o filho italiano de Bete. Mas, no fundo obtém um grande carinho pela irmã Kelly, que é explorada por Valentina, sua avó, para manter a pensão clandestina que funciona na casa, e por causa disso Clara vive em pé de guerra com a avó, a quem ela chama de "velha porca";
  - Carol Macedo interpreta Kelly Miranda, irmã mais jovem de Clara, é ingênua e amorosa, mais que sofre horrores, sendo maltratada pela avó interesseira Valentina.[16]

### O Rei do Lixo e sua família
- Francisco Cuoco interpreta Olavo, o "Rei do Lixo";
- Irene Ravache interpreta Clotilde, sua esposa. Seu nome de batismo é Clotilde Iolanda de Souza, mas adota o nome de "Clô Souza e Silva" após casar-se;
- Gabriela Duarte interpreta Jéssica, a milionária herdeira da família;
- Bruno Gagliasso interpreta Berilo[6] Rondelli, um italiano que deixou a esposa, Agostina, e o restante da família em sua terra natal, fugindo para o Brasil. Em São Paulo, conhece Jéssica e com ela contrai um segundo casamento.
- Flávio Migliaccio interpreta Fortunato, um aposentado;
- Alexandra Richter interpreta Jaqueline "Jackie" Mourão;
- Simone Gutierrez interpreta Maria de Lourdes "Lurdinha";
- Andréa Bassit interpreta Guida.[17]

### Cantina italiana
Com a segunda fase, um novo grupo de personagens é introduzido à trama:
- Luiz Serra interpreta Talarico;
- Daniel Boaventura interpreta Diogo Dias;
- Magda Gomes interpreta Das Dores;
- Priscila Assum interpreta Ednéa.